# Rêve
Pour les articles homonymes, voir Rêve (homonymie).

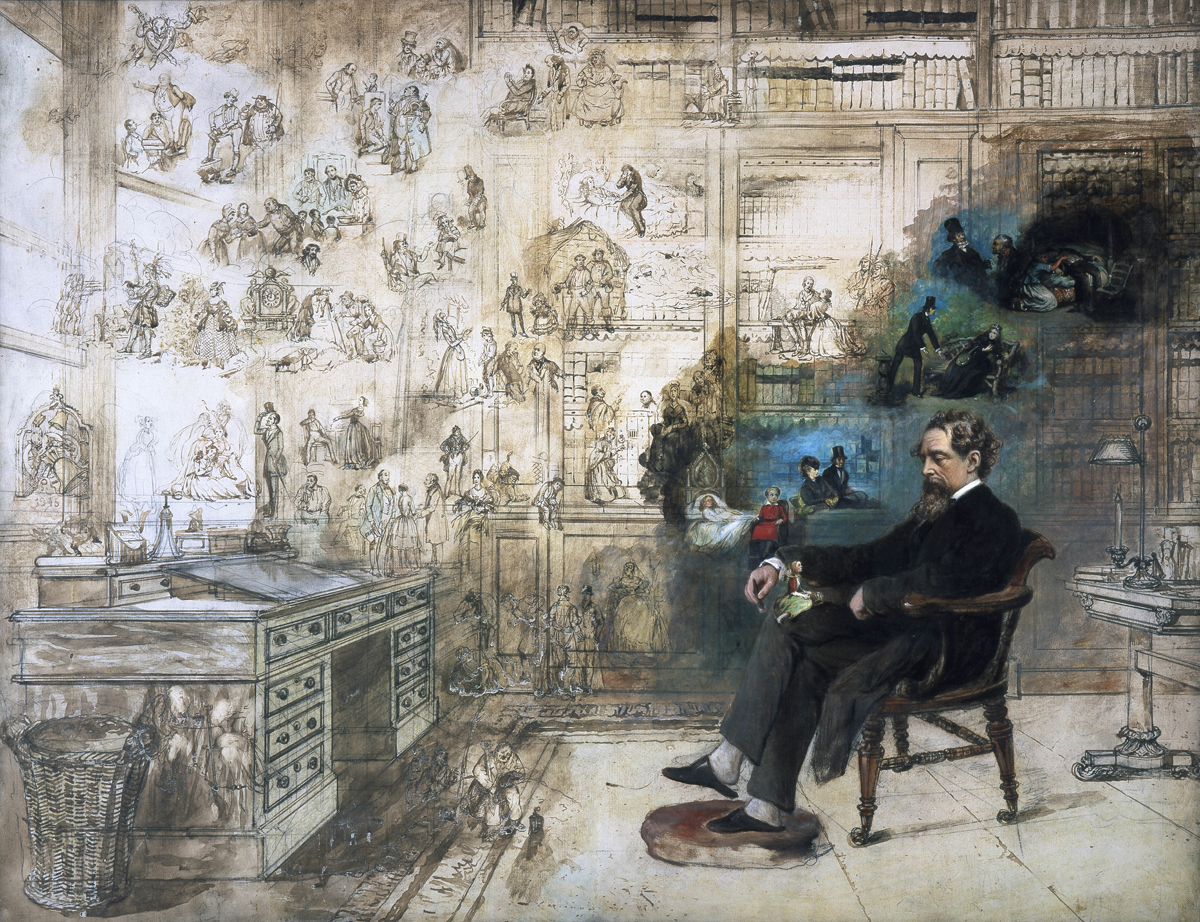
Le Rêve de Dickens (Dickens' Dream), tableau inachevé de Robert William Buss - Musée Charles Dickens de Londres.

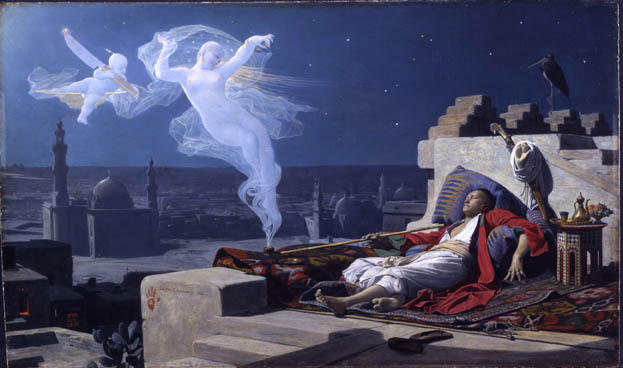
Le Rêve de l'Eunuque par Jean-Jules-Antoine Lecomte du Nouÿ.

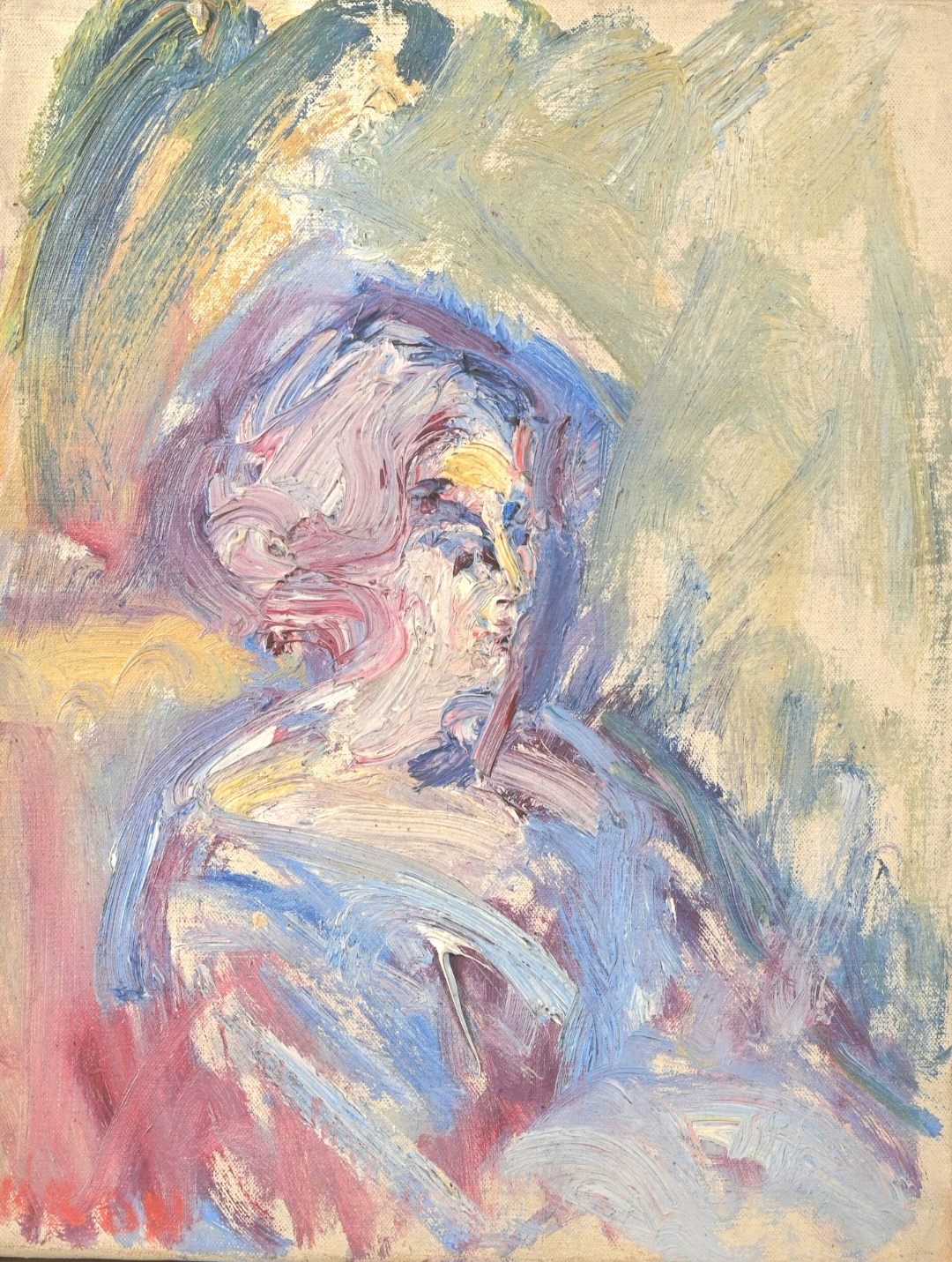
La Sieste par Paul Krôn.

Le rêve est une disposition de l'esprit généralement nocturne, survenant au cours du sommeil, et qui procure à l'individu éveillé des souvenirs nommés rêves.
Au cours de l'histoire et des civilisations, le rêve a été un moyen de s'affranchir du temps et de l'espace ordinaires, pour accéder au surnaturel, aux ancêtres, au divin, ou encore comme un moyen de guérison, de connaissance et de révélation.
L'approche rationnelle et scientifique en fait un processus ancré dans le corps et lié à l'activité cérébrale au cours du sommeil. Le rêve pose toujours la question de son sens et de sa signification, ou de son rôle et de sa fonction (approches philosophique, psychodynamique, neurobiologique).
Dans les arts et la littérature, le rêve représente la « vie rêvée » au sens de projet chimérique ou de représentation d'un autre possible. Cela peut relever aussi bien de l'« agir » (espoir, recherche…) que du « pâtir » (errance, déception…).

## Étymologie du mot «rêve»
Le mot « rêve » apparaît en 1674 chez Malebranche dans De la recherche de la vérité, comme déverbal dérivé de rêver.
Le verbe « rêver », anciennement orthographié ‹ resver › (vers 1130) ou ‹ reever › (1240) signifiait « radoter, divaguer ». Son origine est discutée. Il viendrait de l'ancien français desver « perdre le sens », d'un gallo-roman esvo « vagabond », du latin tardif exvagus de même sens, et enfin du latin classique vagus qui a donné aussi l'adjectif « vague » et le verbe « divaguer ».
Selon Pierre Guiraud, le terme « rêver » serait à rattacher d'un hypothétique latin populaire reexvadere (re- et exvadare, « évader »), d'où plusieurs significations sur le thème de l'évasion répétée (imaginer, méditer, souhaiter fortement…).
Jusqu'au XVIIe siècle, « rêver » a eu le sens de radoter, délirer, déraisonner (ce sens a été repris au XXe siècle dans le langage familier). Il perd alors son sens péjoratif pour entrer en concurrence avec « songer » qu'il finit par remplacer au XIXe siècle, pour désigner l'activité psychique du sommeil.
Le terme « rêve » est rare avant le XIXe siècle, il garde plus longtemps une connotation négative (délire) tout en prenant aussi une valeur poétique au XVIIIe siècle avec Rousseau dans Les Rêveries du promeneur solitaire.

## Description du phénomène
Le rêve est un fait vécu qui se caractérise par une suite, organisée ou non, d'images et de représentations mentales qui se présentent à l'esprit au cours du sommeil. Commun à de nombreuses espèces animales, il est également perceptible par ses manifestations physiques externes. Chez l'être humain, le rêve se distingue de certaines hallucinations (comme l'état de rêve ou onirisme) et de la rêverie qui, eux, sont vécus à l’état éveillé.
Vécu avec émotions et sensations par le psychisme, le rêve est aussi une disposition de l'esprit qui « procure à l'individu éveillé des souvenirs nommés eux-aussi rêves ». Ainsi, lorsque l'on parle de rêve il s'agit souvent du souvenir du rêve dont il est question. Dès lors, il s'agit de distinguer le rêve (fait biologique objectivable), du rêve vécu subjectivement (fait intra-psychique), de son souvenir (fait mémoriel plus ou moins clair et précis, souvent déformé), et du récit qui en est fait au réveil (fait langagier), le récit du rêve, qui, lui-même, peut être transcrit ou non sous forme de textes écrits (fait scripturaire, voire littéraire).
Du rêve « en soi » aux traces écrites (ou dessinées) il y aurait cinq étapes à ne pas confondre entre elles.
L'ensemble des savoirs sur le rêve est appelé « onirologie », terme repris par le neurobiologiste Michel Jouvet De la Science et des rêves, mémoires d'un onirologue ; l'étude scientifique du sommeil et de ses perturbations étant l'hypnologie.
Il convient de distinguer le rêve, fait neurobiologique, des différents sens, représentations ou significations du rêve selon les cultures et civilisations au cours des siècles ; ou encore la pratique interprétative (interprétation des rêves) traditionnelle (oniromancie) aussi bien que moderne des récits de rêve (onirocritique).

## Mythologie et histoire des religions
Le contenu des mythes est fréquemment associé aux rêves. Le rêve est alors un invariant humain universellement conçu comme un moyen de s'affranchir du temps et de l'espace ordinaires, ou d'accéder au surnaturel.

### Rêve et divination

#### Prémonition
Le songe prophétique est bien connu dans de nombreuses sociétés de l'Antiquité dont chez les Sémites, comme en témoigne l'Ancien Testament. On s'intéressait déjà aux rêves à Sumer vers -3000, et dans l'Égypte ancienne (-2500). Les découvertes archéologiques témoignent que les Égyptiens de la Xe dynastie croyaient qu'un rêve pouvait révéler l'avenir et avaient recours à des « clés des songes ». Ces rêves prémonitoires étaient considérés comme se manifestant le plus souvent sous une forme non immédiatement compréhensible, d'où le recours à un art spécial d'interprétation.
Le songe comme message divin existe également dans la mythologie grecque, à travers les rêves que Zeus envoie à Agamemnon ou les visions qu'accorde Apollon à Delphes, notamment à Oreste. Dans l'orphisme et l'école de Pythagore on enseigne que la communication avec le Ciel s'effectue uniquement pendant le sommeil, moment où l'âme s'éveille. Ces rêves peuvent être dits « fastes » ou « néfastes », « véridiques » ou « trompeurs ».
Au IIe siècle av. J.-C., Artémidore de Daldis développe un système d'interprétation des rêves très élaboré, l’Onirocriticon (Ỏνειροκριτικόν). Pour Artémidore, « Le songe est un mouvement ou un modelage polymorphe de l'âme qui signifie les événements bons ou mauvais à venir ».
Il distingue :
- les rêves ordinaires (enupnion) ;
- des songes prémonitoires (oneiros) ;
- soit directs (immédiatement compréhensibles) ;
- soit indirects (allégorie nécessitant une interprétation)[7].

Il précise en outre que :

« […] l'onirocrite doit être bien équipé de son propre fond et se servir de sa jugeotte, et de ne pas s'en tenir aux livres […] car, si l'on a erré dès le principe, plus on avance, plus on erre. »

#### Incubation
L'incubation, du latin incubatio signifiant « être couché dans un temple », consistait à s'endormir près d'un lieu consacré (grotte, sanctuaire, tombe…),.
Dans le Livre de la Genèse (XXVIII, 36) Jacob s'endort dans une « maison de Dieu » pour communiquer avec lui. Le jeune Thoutmôsis IV s'endort entre les pattes du Sphinx de Gizeh où il reçoit en rêve, la promesse de succéder à son père.
Dans la mythologie grecque, les songes ont leurs propres divinités, les Oneiroi, la plus connue est Morphée. Dans l'incubation thérapeutique, les malades se rendaient dans un temple dédié au dieu de la médecine et s'étendaient sur une peau d'animal, dans l'adyton, pour y dormir, après avoir reçu les instructions des prêtres leur recommandant d'être particulièrement attentifs à l'aspect qu'aurait le visage du dieu si celui-ci leur apparaissait en rêve. Cette iatromantique se pratiquait dans les temples d'Asclépios tel celui d'Épidaure.
Dans les sociétés pratiquant le culte des ancêtres le rite d'incubation pouvait se pratiquer sur le tombe de l'ancêtre décédé, par exemple dans les sociétés pré-islamiques du Proche-Orient. Au Moyen Âge, les pèlerins malades allaient dormir près des tombeaux des saints, comme celui de saint Martin dans la basilique de Tours.
Au début du XXIe siècle, l'incubation est toujours pratiquée par des pèlerins musulmans qui dorment près des tombeaux de marabouts, ou encore par des pèlerins chrétiens dans certaines églises d'Italie.

### Rêve et voyage de l'âme
Le rêve est également important dans les pratiques chamaniques. Par exemple, une croyance répandue chez les peuples sibériens est que l'homme porterait en lui une sorte de double, une âme-esprit qui habite et anime le corps. Ce double peut abandonner le corps un temps et aller à l'aventure, en particulier durant le sommeil.
Au cours de ce voyage, l'âme peut être exposée à des accidents ou dangers de toute sorte, par exemple si le dormeur est réveillé subitement alors que son âme est au loin, ou si l'âme est capturée par des esprits mauvais, ou si, à l'état de veille, elle est arrachée de force au corps par des démons ou des sorciers. Ainsi, en guise d'exemple supplémentaire, chez les Khantys et les Mansis, on dessine un tétras sur les berceaux des nourrissons, afin que l'âme de celui-ci ne s'en aille pas trop loin. Si elle se fait prendre par les esprits, la mort du nouveau-né est inéluctable, à moins que le chaman n'intervienne à temps. Ce départ ou absence de l'âme peut aussi être attribuée à d'autres états proches du rêve comme l'ivresse, la maladie, une peur violente ou encore la folie.
Dans les sociétés chamaniques, certains types de rêves apportent de la chance au chasseur. Par exemple, si un chasseur rêve de la fille de l'esprit de la Forêt (et des Eaux aussi pour les Selkoupes), c'est-à-dire du donneur de gibier (donneur de chance), sa chasse sera couronnée de succès. Cette fameuse fille peut apparaître différente à chaque rêve, en vertu de la « pluralité d'entités particulières, localisées ». Les chamans sibériens voient aussi en rêve l'élan ou le renne dont la peau va lui servir à confectionner son tambour. Le rêve lui permet de savoir où le trouver et comment le reconnaître. Il ne lui restera plus qu'à faire part de ces renseignements au chasseur pour que celui-ci aille le tuer. Cette recherche peut durer une année entière.
Le rêve-voyage peut être aussi un rêve d'élévation ou de destination. En Chine ancienne, l'âme hún quitte le corps au moment du rêve pour s'échapper au ciel sous forme d'un oiseau ; chez les Mélanésiens, le rêve est aussi une aventure de l'âme hors du corps sous forme d'un animal (souris, serpent, oiseau…) ; chez les Kanaks, les rêveurs peuvent voyager dans l'au-delà et contacter les morts, Et, pour les Égyptiens, l’âme quitte le corps sous la forme d'un oiseau🐦 (bâ) pour voir ce qui se passe autre part dans le monde…

### Rêve et initiation

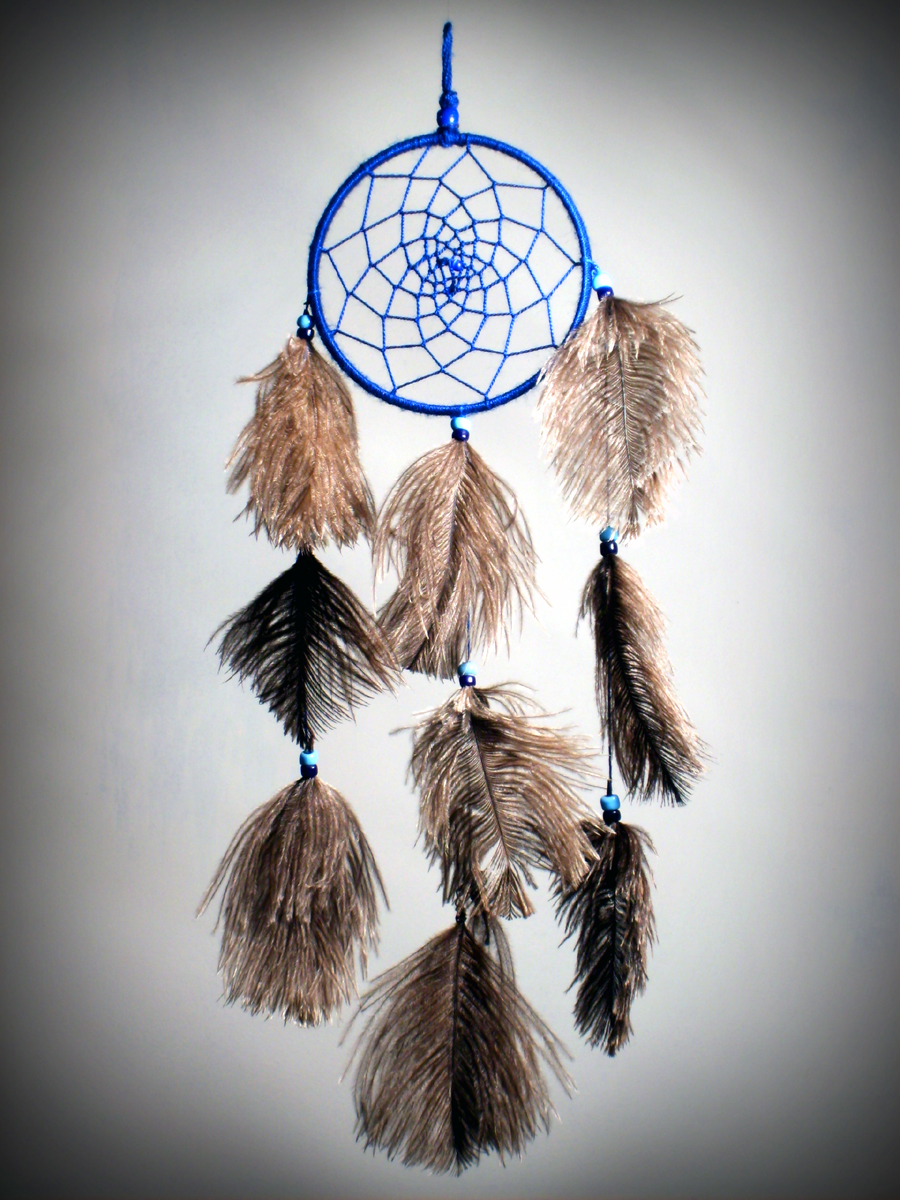
Attrape-rêves amérindien.

Les rêves peuvent s'inscrire dans le cadre d'une initiation. Le futur chamane acquiert son pouvoir de guérison du fait d'avoir été malade et, par la qualité de ses rêves, il obtient savoirs, pouvoirs et statut social de chamane. L'âme du futur chamane est ainsi forgée dans un monde-autre, soumises aux épreuves du rêve : rencontres avec des figures divines (Dame des Eaux, Seigneur des Enfers, Dame des animaux), esprits-guides, révélations sur les maladies et leur traitement, dépeçage et cuisson du corps du chamane,.
On connaît de nombreuses sociétés « à rêves », c'est-à-dire de peuples où la connaissance des mythes, croyances, pratiques rituelles comme le chant, sont censées s'acquérir par le rêve. C'est le cas des Mojaves d'Arizona, largement décrits par Georges Devereux. Si les Mohaves croient que leurs mythes proviennent de leurs rêves, l'ethnologue estime lui que ce sont les Mohaves qui rêvent leurs mythes, dont ils font l'apprentissage à l'état de veille. Rêver le mythe confère une efficacité surnaturelle à la récitation du mythe.
Le chant est alors un équivalent rêvé, condensé du mythe. Les variantes du chant selon les chamanes correspondent aux différences entre les rêves réels des chanteurs respectifs. Ces différences établissent une compétition entre chamanes dont le statut social dépend de leurs pouvoirs reconnus et acceptés par leur société.
C'est aussi le cas des Zápara d'Amazonie équatorienne, étudiés par Anne-Gaël Bilhaut, et qui sont moins connus du grand public.

### Rêve et révélation
Les références aux songes (somnium) et aux visions (visio) prophétiques occupent une place importante dans l'Ancien et le Nouveau Testament. Jacques Le Goff liste 43 rêves dans l'Ancien Testament et seulement 9 dans le Nouveau.
Le rêve est en effet un instrument privilégié du divin pour communiquer avec les hommes : « S'il y a parmi vous un prophète, c'est en vision que je me révèle à lui, c'est dans un songe que je lui parle ». Bien que les visions ne soient pas subordonnées au sommeil, comme c'est le cas dans les songes, il n'est pas toujours aisé de différencier les deux dans les textes bibliques. La prophétie est cependant contraignante et expose le prophète. Inversement, lorsque la prophétie fait défaut, les songes ne sont plus habités par Dieu : ainsi Saül se plaint « Et Dieu m'a abandonné et ne me répond plus, ni par les prophètes ni par les songes ».
Le Goff note qu'il n'y a pas d'apparition de morts ou de démons dans les songes bibliques. Si Dieu envoie des rêves vrais, il existe de nombreux rêves mensongers et trompeurs envoyés par de faux prophètes. Le temps et l'au-delà n'appartiennent qu'à Dieu et le rêveur humain n'y a accès que par ce que Dieu lui révèle.

#### Tradition judaïque
Selon Maïmonide, toutes les prophéties et manifestations révélées aux prophètes se font en songe ou en vision, apportées ou non par un ange, que les voies et moyens utilisés soient mentionnés ou non. Selon lui, les révélations s'obtiennent dans une vision, et le prophète en saisit la signification dès son réveil. Les prophètes sont les interlocuteurs privilégiés de Dieu, ils sont choisis par Lui. L'état de sommeil permet la suppression des sens corporels, et c'est une des théories fournie par Maïmonide pour expliquer la réception de l'émanation envoyée par Dieu. Sur la base d'une faculté imaginative très développée, la prophétie est une perfection acquise, mais qui peut être troublée par la tristesse, la colère et la fatigue.
D'après lui, Moïse seul fit exception à la règle qui veut que Dieu communique sa volonté à ses prophètes par les songes et les visions : « Il n'en est pas ainsi de mon serviteur Moïse, toute ma maison lui est confiée. Je lui parle face à face dans l'évidence, non en énigmes ». Bien que les songes ordinaires soient considérés comme des vanités, trompeurs et impurs, dans la vision apocalyptique du livre de Joël, la descente sur terre de l'Esprit se répandra sur tous : « vos fils et vos filles prophétiseront, vos anciens auront des songes, vos jeunes gens des visions ». La loi biblique récuse pourtant la divination par les songes : « Vous ne pratiquerez ni divination ni incantation ». Le Deutéronome ordonne de se méfier des faux prophètes : « Si quelque prophète ou faiseur de songes surgit […] tu n'écouteras pas les paroles de ce prophète ni les songes de ce songeur ». Jérémie y consacre également un livret, et il revient sur ce sujet au ch. 29, v. 8 et 9 : « Car ainsi parle Yahweh : Ne vous laissez pas séduire par vos prophètes qui sont au milieu de vous, ni par vos devins, et n’écoutez pas les songes que vous vous donnez. C’est faussement qu’ils vous prophétisent en mon nom ; je ne les ai pas envoyés, dit Yahweh. »

#### Tradition musulmane
Alors qu'il méditait dans la grotte de Hira, le prophète Mahomet reçoit de la part d'un ange, la parole incréée du Coran.
Ibn Sīrīn, du VIIe siècle est le premier auteur d'oniromancie musulmane avec son recueil Rêves et Interprétations. Selon lui, il existe trois sortes de rêves : le rêve véridique (rahmani), le rêve représentant un désir personnel (nafsani) et le rêve provenant du diable (shaitani). Il développe également une liste non exhaustive qui offre une interprétation possible de différentes visions.
Pour l'historien arabe Ibn Khaldoun (1332-1406), il existe trois sortes de songes : ceux qui viennent de Dieu, ceux qui viennent des anges, et ceux qui viennent du diable.

« Les rêves clairs sont d'origine divine. Les songes allégoriques, qui doivent être interprétés sont d'origine angélique. Et les « rêves confus » sont d'origine démoniaque, parce qu'ils sont vains, et que Satan est la source de la vanité. »

— Ibn Khaldoun, Discours sur l'histoire universelle
Pour Ibn Khaldoun, la science de la clef des songes (ta'bîr ar-ru'yâ) fait partie des sciences de la Loi religieuse.

## Philosophie naturelle et médecine

### Antiquité grecque

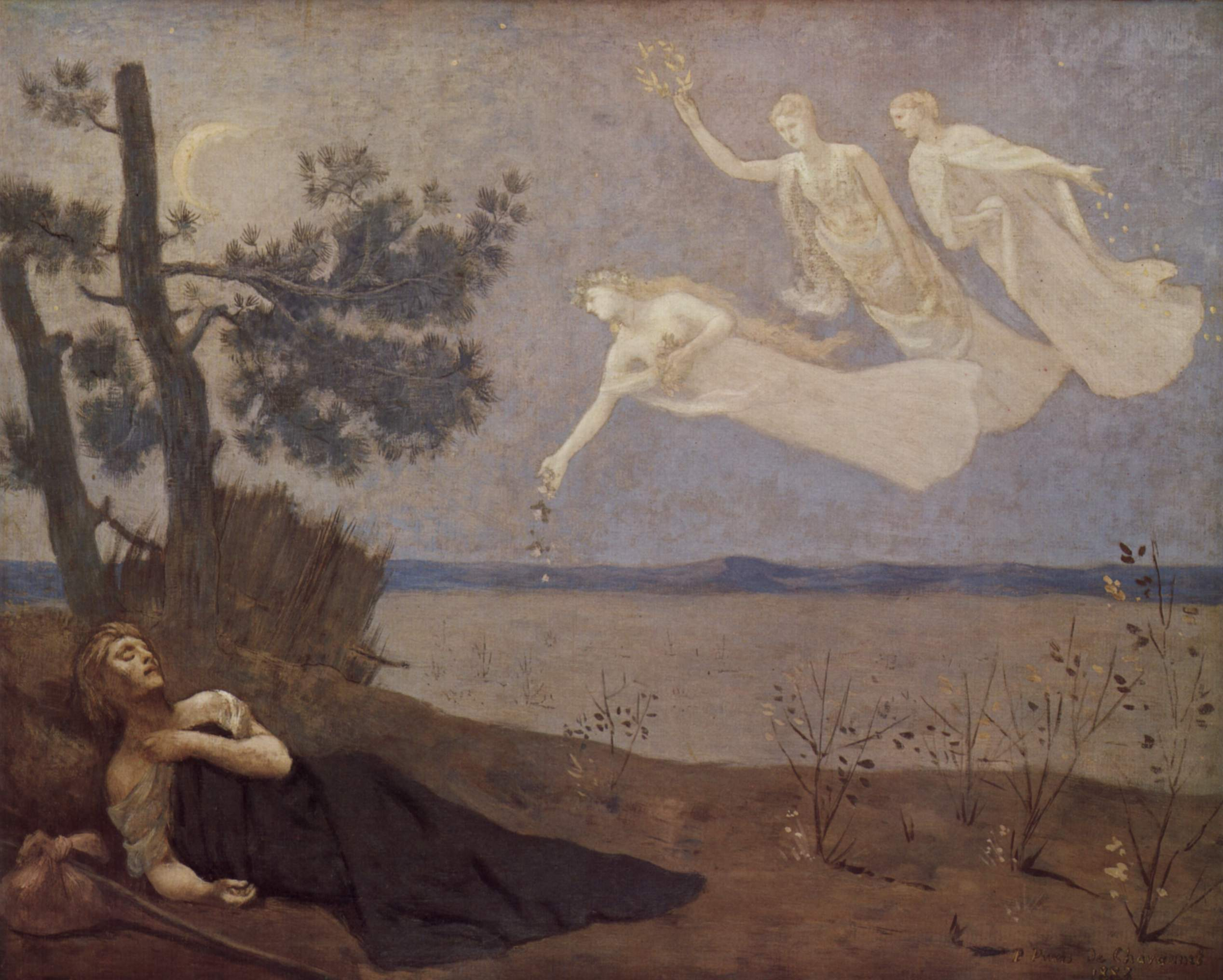
Le Rêve par Pierre Puvis de Chavannes.

Avec la « Raison grecque », les philosophes et médecins grecs s'intéressent aux rêves et à leurs significations, autres que sacrées ou divines.
Pour Démocrite, le rêve est une image émanant d'objets ou de personnes (pensées ou formes extérieures) éloignées, et déformée par cette transmission à distance. Selon Platon (428 - 427 av. J.-C.), Socrate (Ve siècle av. J.-C.) définit le rêve comme un lieu où les désirs honteux, réprimés le jour, se réalisent.
Aristote (-384 à -322) traite les rêves dans son Petits Traités d’histoire naturelle (titre latin : Parva naturalia). Il les considère comme un phénomène somatique lié au vécu de la journée. Le rêve provient d'une fausse perception du corps durant le sommeil, analogue au reflet d'une image dans une eau agitée.
Le médecin grec Hippocrate (460 av. J.-C.-370 av. J.-C.) développe une théorie médicale du rêve dans le traité Du Régime, livre IV. Ce texte a fait l'objet de publications à part sous des titres tels que Traité d'hygiène d'Hippocrate ou l'Art de prévoir les maladies du corps humain par l'état du sommeil.
Hippocrate distingue deux catégories de rêves, les rêves divins qu'il laisse aux « interprètes qui possèdent l'art exact de traiter ces choses », et les rêves d'origine corporelle qui relèvent du médecin. Le modèle médical hippocratique fait du corps, « la demeure [domicile fixe] de l'âme ». À l'état de veille, l'âme est au service du corps, partagée entre différentes tâches (perceptions, mouvements) tournées vers le monde extérieur. Durant le sommeil, l'âme reste active, régnant sans partage, repliée sur le seul fonctionnement interne du corps.
Dès lors, le rêve et le contenu du rêve peuvent refléter l'état du corps, indiquer ou annoncer l'état de santé ou de maladie. Les matériaux du rêve doivent être agréables, ordonnés, clairs et limpides, plutôt que pénibles, désordonnés, disproportionnés ou confus. Hippocrate interprète ainsi la vision rêvée de phénomènes célestes, de phénomènes terrestres, et de mise en scène de personnes.
Par exemple, le rêve d'une lune en juste position céleste dans un ciel clair est signe de santé, alors que la vision d'une lune dans le brouillard, ou disproportionnée annonce une maladie. De même si l'on rêve d'une inondation plutôt que d'une rivière habituelle, si l'on court aisément sur un sol ferme ou si l'on grimpe péniblement une montagne ; si l'on se voit soi-même bien habillé et bien chaussé ou au contraire nu ou vêtu de noir, avec un corps déformé. Le médecin devient un nouveau spécialiste du rêve, celui qui les interprète pour soigner le corps (orienter le régime alimentaire en fonction du contenu du rêve).
« Ce n'est pas un rejet des dieux, mais une délimitation des sphères d'action efficaces ». Ainsi, rêver dans un temple et adresser des prières aux Dieux reste utile, mais grâce au médecin prescripteur de régime, l'homme par ses rêves peut aussi s'aider lui-même.

### Moyen Âge

#### Principaux textes
Provenant d'originaux byzantins, les textes païens antiques comme l'Oneirocriticon d'Artémidore (IIe siècle) ou la Clef des songes du Pseudo-Daniel (IVe siècle) seront portés à la connaissance de l'Occident chrétien médiéval dans leurs traductions latines. Le traité le plus achevé sur les rêves est celui de Macrobe (fin du IVe siècle) Commentaire au songe de Scipion, où il distingue cinq types de rêves : groupés en rêves prémonitoires (clairs ; énigmatiques ; envoyés par la divinité) et les rêves non prémonitoires (symboles du passé ou du quotidien ; illusion pure par impression extérieure).
Le premier théologien chrétien du rêve est Tertullien qui rédige, vers 210-215, un De anima qui contient un traité sur les rêves. Dans De genesi ad litteram, Saint Augustin (354-430) se pose la question de savoir si l'homme est responsable de ses rêves sexuels. Quant à Grégoire le Grand, pape en 590, il distingue trois grands types de rêves : ceux dus à la nourriture et à la faim, ceux envoyés par les démons et ceux d'origine divine. C'est la première vue d'ensemble d'une onirologie chrétienne, où l'on retrouve une pratique christianisée d'incubation : on dort près du tombeau d'un saint, mais le songe lui-même peut aussi faire retrouver la tombe d'un martyr.
Au XIIe siècle, le moine cistercien Alcher de Clairvaux, dans son ouvrage Liber de spiritu et anima (L'Esprit et l'âme), présente une typologie des rêves, assez proche de celle de Macrobe :
1. L'oraculum, rêve que Dieu envoie à ses émissaires ;
2. La visio, rêve prophétique clair ;
3. Le somnium, rêve nécessitant une interprétation ;
4. L'insomnium, rêve commun et sans intérêt ;
5. Le phantasma, apparitions fantomatiques, pendant les premières phases du sommeil, dont fait partie le cauchemar ou l'éphialtès.

#### Interprétations
D'après Jacques Le Goff, on voit apparaître à la fin de l'Antiquité tardive une « démocratisation du rêve », où la connaissance du rêve tend à diffuser dans tout le corps social en instituant une « hiérarchie traditionnelle de rêveurs », aux dépens des spécialistes du rêve (devins, oniromanciens…). Avec l'instauration du christianisme, si chacun devient capable d'interpréter ses rêves (tout le monde rêve), les vrais rêves prémonitoires envoyés par Dieu sont réservés à une élite tels que les rois, les saints, ou encore les moines. Le rêve-contact divin permet au pouvoir royal de s'affirmer.
En contrepartie l'Église tend à interdire l'oniromancie, et limiter l'incubation, comme pratiques païennes. Elle s'efforce de détourner les chrétiens de l'interprétation des rêves. Le Goff décrit un processus contradictoire, où le rêve est d'abord surveillé, bloqué, diabolisé (rêves sexuels), car le chrétien ordinaire (celui qui n'est ni roi, ni saint) ne peut avoir accès direct à Dieu par ses rêves, mais uniquement par l'intermédiaire de l'Église.
En réaction à cette méfiance ou peur des rêves, il se crée un contre-système culturel basé sur le rêve (les courants hérétiques sont fascinés par le rêve). De même, le milieu monastique devient un milieu de producteurs de rêves où les rêves sont copiés, lus, médités et commentés. Cette production est surveillée, filtrée et diffusée en partie au dehors. Avec la révolution urbaine, la réforme grégorienne, la création des ordres mendiants, les rêves monastiques entrent en libre circulation. C'est la première vague de libération des rêves (à partir du XIIe siècle) où de plus en plus on désigne le corps comme origine « naturelle » des rêves du commun des mortels, les rois et les saints pouvant avoir des rêves divins, et les possédés ou hérétiques des rêves diaboliques.

### Renaissance et âge classique
Jérôme Cardan (1501-1560) fait du rêve un guide véritable. Avertissement ou sollicitation, le rêve peut être prophétique ou jouer un rôle de garde-fou. Comme lui, Caspar Peucer(1525-1602), auteur du De somniis, l'abbé Richard (XVIIIe s.) et sa Théorie des songes, Franz Splittgerber (Schlaf und Tod, 1866) se situent dans une continuation des conceptions médiévales (le sens ou le pouvoir du rêve).
Selon Le Goff, le XVIIe siècle connaît des « épidémies de rêves », où le rêve devient une des voies principales par où l'individu s'affirme. Le rêve est un phénomène collectif, d'abord lié au voyage dans l'au-delà, puis au jugement individuel après la mort, il devient aussi univers singulier de l'individu-rêveur.
À partir du XVIIe siècle, des philosophes rationalistes estiment que c'est le corps lui-même qui est seul responsable des rêves, s'inspirant ainsi d'un courant antique représenté par Aristote ou Hippocrate. Descartes (1595-1656) souligne l'association mécanique des idées entre l'âme et le corps. Spinoza (1632-1677) n'a pas besoin d'un esprit pour savoir ce que peut le corps. Pour Locke (1632-1704), rien ne peut être pensé ou rêvé sans avoir fait l'objet d'une expérience sensible. Selon Locke :

« les songes d'un homme endormi ne sont composés, à mon avis, que des idées que cet homme a eues en veillant, quoique pour la plupart jointes bizarrement ensemble »

— John Locke, Essai philosophique concernant l'entendement humain
Pour Leibnitz (1646-1716), le songe montre l'activité constante de la pensée et des sensations, en défendant l'idée d'une continuité entre l'état de veille et l'état de sommeil. Même en dormant, on a quelque perception de ce qui se passe au-dehors, « quoique ce sentiment ne soit pas toujours assez fort pour causer le réveil ».
Les neurophysiologistes et psychologues du XIXe siècle vont s'engager dans cette voie matérialiste.

### Période moderne
Elle se caractérise par une profusion d'études sur le mécanisme onirique, ainsi que par un développement des théories, soit biologiques, soit métaphysiques.

#### Approches symboliques
Karl Albert Scherner (en)(1825-1889) distingue deux types de symboles dans La Vie des rêves (1861) : ceux sexuels évoquant soit le pénis soit le vagin, et ceux somatiques renseignant sur l'état physiologique du corps. Il est selon Freud le « véritable découvreur de la symbolique onirique ».
Hervey de St-Denys (1822-1892) compile ses rêves depuis l'âge de treize ans. Dans Les rêves et les moyens de les diriger (1867) il tente une approche du rêve lucide qui préfigure les méthodes de conditionnement modernes. Selon lui le rêve s'apparente à un rébus, logique et signifiant, et que le dormeur doit décoder.
W. Robert (Der Traum als Naturnotwendigkeit erklärt, 1886) considère que le rêve est un processus vital qui permet au cerveau de ne conserver que les données et images importantes, les rêves sont donc des fragments des images en processus d’élimination. Il montre que si l'on prive le dormeur de la capacité de rêver, celui-ci peut en décéder. Robert parle même du « travail du rêve », concept repris par la psychanalyse.
Parmi les nombreux scientifiques s'étant intéressés à la question du rêve, il y a encore le médecin russe Marie de Manaceine qui, en 1897, dans Sleep: its physiology, pathology, hygiene, and psychology pense que le rêve permet de se connecter à un imaginaire collectif.

#### Psychologie expérimentale
Dans Le Sommeil et les rêves (1861), Alfred Maury réalise une série d’études expérimentales, exposant le dormeur à des stimuli externes pour observer si ceux-ci influencent le contenu onirique. Il est le principal représentant d’une théorie organique du rêve. Jusqu'alors le rêve n'avait pas de structure temporelle au sein du sommeil. En réveillant des sujets à intervalles réguliers il remarqua que les souvenirs de rêve étaient rares, infirmant l'idée qu'ils survenaient de façon permanente pendant le sommeil. Il fit l'hypothèse que le rêve était un phénomène épisodique ou aléatoire survenant à des moments particuliers : pendant l'endormissement, sous l'influence de stimuli externes ou internes ou avant le réveil.
Par la suite plusieurs groupes de chercheurs ont tenté de refaire les expériences de Maury, en vain. L’intégration de stimuli externes dans le rêve était au mieux partielle, souvent nulle. Dans aucun cas le stimulus ne devint le sujet central d'un rêve. Cette difficulté de détourner l’attention du rêveur de sa création interne a été nommée par Allan Rechtschaffen (en) le « processus monomaniaque » (« single-minded process »). En 1998, des chercheurs comme Peretz Lavie (en) considèrent que Maury n'étudiait pas les rêves, car les expériences se faisaient juste après son endormissement, mais des hallucinations hypnagogiques.
Des savants se sont, avant la psychanalyse, et souvent dans des termes proches, intéressés aux rêves comme productions sensées de l'esprit. Leur approche est celle de la psychologie expérimentale, qui apparaît à la fin du XIXe siècle. Les principaux sont le médecin allemand Carl Gustav Carus et le naturaliste Gotthilf Heinrich von Schubert. Les premières expériences de privation de sommeil ont cependant été réalisées en 1894 par Marie de Manacéïne chez des poussins. Elle montre que ceux-ci mouraient après 4 à 6 jours sans sommeil,.
Dans son ouvrage Le Rêve (1920) le biologiste français Yves Delage étudie les images oniriques provenant d’actions ou de perceptions de la journée. Il expérimente le rêve lucide également. Selon lui le rêve met en jeu deux phénomènes : la fusion de représentations dans une image et l’attribution d’un acte à un autre sujet.
En 1928, la découverte du premier outil technologique de neuroscience, l'électroencéphalographie (EEG) permet d'étudier l'activité électrique cérébrale. La correspondance entre rêve et cerveau n'était qu'une hypothèse plausible, elle devient une évidence. Les premières études permettent de distinguer, non pas deux états de fonctionnement cérébral (sommeil et éveil) mais trois : vigilance, sommeil et rêve.
En 1937, l'Allemand Klaue fit la différence chez le chat entre deux activités corticales au sein du sommeil, l'une rapide, l'autre lente, sans les associer à une activité onirique. En 1944, l'Allemand Ohlmeyer décrivit des cycles d'érections pendant le sommeil, qui correspondent en fait aux périodes de rêve, mais sans relier les unes aux autres.
Les études menées entre 1928 et 1953 réfutent la théorie de la continuité : le rêve n'est pas la conséquence (résultat passif) d'un demi-sommeil ou d'une diminution de l'attention, c'est une activité cérébrale en elle-même. Le rêve est alors perçu aussi différent du sommeil, que le sommeil l'est de l'éveil.

## Psychologie
Deux principales écoles de psychologie accordent une importance cruciale à l'interprétation des rêves : la psychanalyse de Sigmund Freud et la psychologie analytique de Carl Gustav Jung. Au XXe siècle, le psychanalyste Sigmund Freud voit dans le rêve l’accomplissement d’un désir. Pour Carl Gustav Jung, le rêve a pour rôle de rétablir l’équilibre du psychisme. Par la suite, de nombreux psychanalystes ont étudié le rêve en se référant à Freud ou à Jung : Géza Róheim (1891-1953), Medard Boss (1903-1990), Masud Khan (1924-1989) et James Hillman (1926-2011).

### Psychanalyse

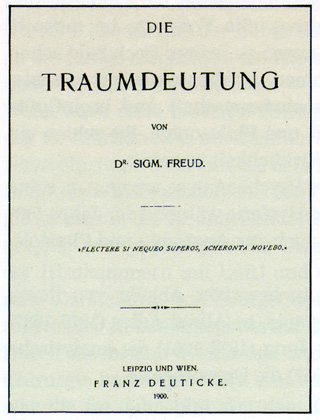
Die Traumdeutung (1900) de Sigmund Freud

La publication en 1900 du livre Die Traumdeutung (L'Interprétation du rêve) par Sigmund Freud marque un tournant dans la compréhension du rêve.
Au niveau épistémologique, pense Paul-Laurent Assoun, le geste de Freud consiste à réintroduire la production onirique dans la psychologie.
Selon Freud, l'« interprétation des rêves est la voie royale qui mène à la connaissance de l'inconscient ». Le rêve, loin d'être un phénomène absurde ou magique, possède un sens : il est « l'accomplissement d'un désir ». Freud écrit en effet au chapitre III de L'interprétation du rêve intitulé dans la traduction des OCF.P « Le rêve est un accomplissement de souhait » que le rêve « n'est pas dénué de sens ni absurde », qu'il est « un phénomène psychique à part entière et pour tout dire un accomplissement de souhait ». L'interprétation d'un rêve consiste à élucider son contenu latent, c'est-à-dire les pensées latentes que le rêveur a refoulées dans son inconscient et que le travail du rêve, en contournant la « censure », transforme en contenu manifeste du rêve, tel que celui-ci peut apparaître dans le « récit du rêve » dont un patient dans son souvenir peut l'adresser au psychanalyste.
En clinique, le cas de « l'Homme aux loups » analysé par Freud dans À partir de l'histoire d'une névrose infantile (1918 [1914]), fournit « d'un point de vue technique » un « exemple de l'analyse extrêmement élaborée d'un rêve » dans le cadre d'une cure psychanalytique.
Selon Jacques Lacan, l'homme ne veut pas se réveiller, la preuve en est que dans un rêve, au moment où le rêveur s'approche d'une vérité insupportable, il se réveille. Le sujet veut l'homéostasie endormante du principe de plaisir : il dort et rêve pour la maintenir et il se réveille pour la conserver.

### Psychologie analytique
Dès 1916 Carl Gustav Jung publie la première ébauche de sa propre façon d'interpréter le rêve dans une revue anglaise The Psychology of Dreams. Par la suite, il développe sa conception et sa théorie du rêve dans deux ouvrages: L'Homme à la découverte de son âme et Sur l'interprétation des rêves.
Pour lui, le rêve est aussi une porte ouverte sur l'inconscient, mais il élargit sa fonction par rapport à Freud. Son interprétation et son rôle dans la psyché diffèrent de la perspective freudienne. Jung explique en effet que « la fonction générale des rêves est d'essayer de rétablir notre équilibre psychologique à l'aide d'un matériel onirique qui, d'une façon subtile, reconstitue l'équilibre total de notre psychisme tout entier. ». C'est ce qu'il appelle la fonction compensatrice (ou complémentaire) des rêves dans notre constitution psychique. En ce sens, le rêve participe du développement de la personnalité, en même temps qu'il lie le sujet au vaste réservoir imaginaire qu'est l'inconscient collectif. Le rêve est par conséquent au cœur de la psychothérapie jungienne qui vise, par son étude et par la méthode de l'amplification, à rapporter chacun des motifs oniriques à l'imaginaire humain, et ainsi à en développer le sens pour le rêveur.

## Ethnopsychiatrie
En ethnopsychiatrie, discipline récente représentée en France par l'anthropologue et psychiatre Georges Devereux puis par Tobie Nathan qui forme à son tour Marie Rose Moro, pionnière de la consultation transculturelle, les rêves et cauchemars de patients migrants ou non-occidentaux sont, entre autres, entendus et respectés, comme sous l'arbre à palabres, selon les critères spécifiques de leur tradition et croyances ethniques ou culturelles dans une perspective d'anthropologie de la santé. Tobie Nathan, fondateur en France du Centre Georges-Devereux, a notamment publié ses travaux dans les revues Ethnopsychiatrica et Nouvelle Revue d'ethnopsychiatrie.

## Neurophysiologie

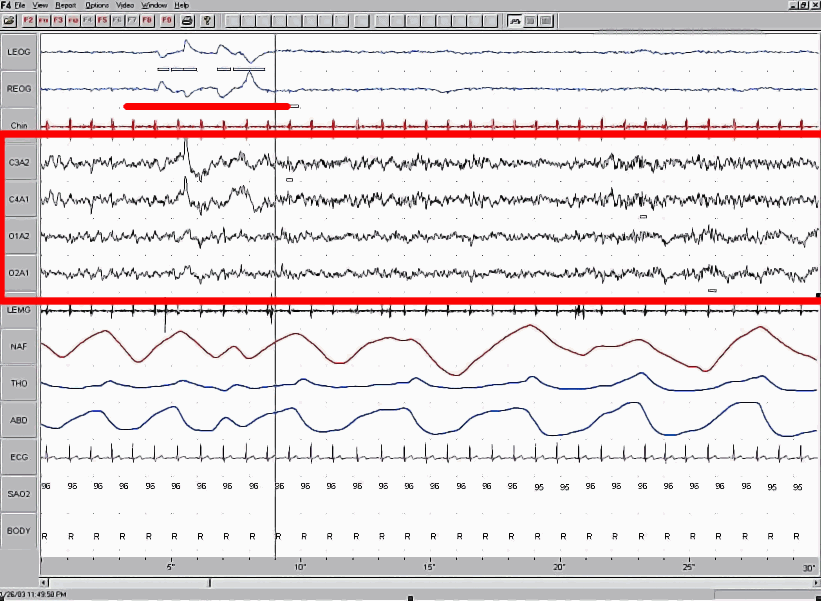
Enregistrement polysomnographique (30 secondes) représentant le sommeil à mouvements oculaires rapides. Electroencéphalogramme mis en évidence par un cadre rouge. Mouvements oculaires soulignés par un trait rouge.

La neurophysiologie du rêve se distingue des théories psychologiques en ce sens qu'elle permet l'étude descriptive et fonctionnelle de l'activité du cerveau qui rêve, aux niveaux biochimique, biologique et anatomique.

### Premières études
Les travaux de Nathaniel Kleitman et son ouvrage important de 1939 Sleep and wakefulness aboutiront à la découverte des mouvements oculaires rapides (MOR) (avec Eugene Aserinsky). Leur élève, William C. Dement, également psychiatre et psychanalyste, entreprendra l'étude expérimentale de la fonction du rêve, notamment chez le chat.
À partir des années 1950, débute véritablement la neurophysiologie des rêves chez l'homme. Dement découvre que les mouvements oculaires, appelés aussi sommeil paradoxal, s'accompagnaient d'une activité de rêve (récit de rêve si réveil provoqué à ce moment-là). Dement constata que 80 % des dormeurs réveillés pendant les phases MOR se rappelaient leurs rêves, contre 7 % seulement pendant les périodes de sommeil profond,. Le rêve survenait par périodes de 20 à 25 min, séparées par des intervalles de 90 minutes, et caractérisé par une activité corticale similaire à celle de l'endormissement et des mouvements oculaires rapides.
Ces travaux furent confirmés par Michel Jouvet chez le chat. Il découvrit en outre que pendant les phases MOR existait une disparition du tonus musculaire axial, associée à une activité cérébrale intense, proche de l'éveil les yeux ouverts, et de l'endormissement les yeux fermés (soit une durée de 6 min toutes les 25 min chez le chat). C'est ce qui le conduisit à introduire la notion de sommeil paradoxal, faisant ainsi du rêve le troisième état physiologique du cerveau. Ces critères d'atonie, d'activité cérébrale, et des mouvements oculaires se retrouvèrent également chez l'homme.
Les réveils provoqués interrompant le rêve étaient suivis d'une augmentation compensatoire du sommeil paradoxal. Dement en déduisit que le rêve était un besoin physiologique. Toutefois il n’existe aucune certitude scientifique sur la question de l'utilité objective (besoin physiologique) du rêve.

### Nouvelles approches

#### Michel Jouvet: le rêve comme troisième état du cerveau
Michel Jouvet, neurobiologiste français, et d'autres chercheurs ont montré que chez les rats et les souris certaines fonctions que l’on croyait héréditaires ne le sont pas. Si l’on met le souriceau dans une nouvelle famille, il se comportera comme celle-ci. M. Jouvet en déduit que ces adaptations doivent se faire pendant le sommeil paradoxal et que celui-ci sert donc à la programmation de l’individuation, c’est-à-dire la différenciation des individus. En outre, le moi conscient n’est actif que pendant l’éveil (attention volontaire, prendre une décision, etc.). Ce moi ne contrôle plus le cerveau pendant le sommeil. Celui qui regarde les images des rêves n’est pas le moi conscient, mais d’après lui : « C’est ton soi, ou ton inconscient, qui te rêve en dehors de ta volonté ». Pour ce neurobiologiste, le rêve n'est ni du sommeil, ni de l'éveil, mais un troisième état du cerveau aussi différent du sommeil que celui-ci hors de l'éveil.

#### David Foulkes: le rêve dans tous les états de sommeil
En 1962, le psychologue cognitiviste David Foulkes se rend compte que tout le monde ne comprend pas la même chose si on lui demande au réveil « avez-vous rêvé ? ». Il y a par exemple des gens qui, s’ils ont rêvé d’un fait quotidien, ne considèrent pas cela comme un rêve et répondront donc par la négative à la question. La question a donc été reformulée de manière plus neutre « quelque chose vous a-t-il traversé l’esprit avant votre réveil ? ». En analysant les récits obtenus dans les laboratoires de sommeil, il devint alors évident que les rêves des stades de sommeil autres que le sommeil paradoxal étaient plus fragmentés, plus proches d’une simple pensée. « J’ai pensé à mon examen de math. » Tandis que le même thème pendant le sommeil paradoxal est plus développé avec une intrigue ou des détails.
Par la reformulation, Foulkes peut montrer que la fréquence de récits de rêves de sujets réveillés pendant un sommeil lent profond peut atteindre plus de 70 %. Tous les stades du sommeil sont donc propices à la production de rêves. Toutefois, la faculté de mémorisation est supérieure lorsque le sujet est réveillé en période de sommeil paradoxal, ce qui permet d'ailleurs d'obtenir des récits de rêve auprès de presque toutes les personnes (soit 80 %), y compris celles qui prétendent ne jamais rêver, et ces rêves sont les plus vifs et les plus riches en images. En revanche, la remémoration est très difficile après un réveil en sommeil lent. Dans tous les cas, le rêve qui survient le plus aisément à la conscience est celui qui précède immédiatement le réveil.
Le rêve intervient ainsi dans tous les stades du sommeil mais dans des proportions différentes.

#### Peretz Lavie: l'oubli des rêves post-traumatiques
Dans son laboratoire du sommeil à Haïfa en Israël, Peretz Lavie a étudié la quantité de rêves de trois groupes : un groupe de survivants de la Shoah bien adaptés à la vie après leur libération, un groupe de survivants ayant toujours des problèmes et des cauchemars, et un groupe d’Israéliens nés en Israël. Les dormeurs étaient toujours réveillés lorsque les enregistrements électriques montraient une période de sommeil paradoxal.
Si le troisième groupe avait un nombre de rêves proche de la moyenne, c'est-à-dire 78 %, ce nombre baissait à 55 % pour le deuxième groupe et n’était que de 33 % pour les personnes s’étant bien réadaptées à la vie quotidienne. La seule différence concernant le sommeil des différents groupes concernait sa profondeur. Les personnes ayant subi un traumatisme disposaient d'un sommeil plus profond que les personnes en bonne santé.

### Convergences
Le rêve désigne un ensemble de phénomènes psychiques éprouvés au cours du sommeil. Au réveil, le souvenir du rêve est souvent lacunaire, et parfois même inexistant. Il est cependant possible d’entraîner la remémoration onirique. On observe que les rêves les plus élaborés émergent pendant les phases de sommeil paradoxal.
En 1999, les scientifiques issus de l'Académie américaine de médecine et de l'Association internationale pour l'étude des rêves se sont accordés pour reconnaître que le sommeil paradoxal n'était pas l'équivalent du rêve. La définition exacte du rêve varie selon les rêveurs, les scientifiques, les pays et les cultures. Aussi, pour les besoins de la recherche, il a été convenu de ne plus employer le terme de rêve, et de le remplacer par « activité mentale liée au sommeil », cette activité onirique étant présente à tous les stades du sommeil.
Cette activité mentale consciente, mais labile, résulte de l'auto-stimulation du cerveau déconnecté du monde extérieur lors des sommeils profond et paradoxal. Ses caractéristiques varient continuellement du sommeil lent au sommeil paradoxal. Le rêve s'apparente à toute pensée, sensation ou émotion d'un état de veille lors du sommeil profond, puis devenant de plus en plus comparable à un état hallucinatoire sensori-moteur lors du sommeil paradoxal. Toutefois le rêve se distingue de l’hallucination et de la rêverie qui, eux, sont vécus à l’état éveillé.
Le rêve n'est pas généré par des stimulations sensorielles. En étudiant l'activité cérébrale par tomographie à positons lors du sommeil paradoxal, les rêves seraient à relier à des processus cycliques d'activation et de désactivation de différentes régions du cerveau : activation de régions (du tronc cérébral comme la formation réticulée ; ou encore thalamus, amygdale…), inactivation d'autres comme le cortex préfrontal.
Ces processus expliqueraient l'étrangeté des rêves, l'importance des émotions et de la vision d'images, et la rareté des rêves comportant des actions telles que lire, écrire ou compter. Cependant il faut rester prudent en cherchant des corrélations entre circuits neuronaux et contenus du rêve.

### Critiques
La fonction éventuelle du rêve reste débattue entre ceux qui n'y voient qu'une manifestation épiphénoménale du sommeil paradoxal, dépourvue de toute fonction propre, et ceux qui supposent que le rêve reflète un processus d'abstraction des représentations mentales ou de régulation émotionnelle. Les chercheurs en neurosciences qui étudient le rêve divergent quant aux fonctions ou à l'absence de fonction des rêves.
Le thérapeute comportementaliste Jacques Montangero constate : « Aujourd'hui encore certains neurobiologistes admettent avec difficulté l'existence de ces faits [càd la présence de rêves en sommeil lent], car en décrivant ce qui se passe au niveau du cerveau pendant le sommeil paradoxal, ils aimeraient convaincre qu'ils décrivent les bases biologiques du rêve ».

## Typologie des rêves humains
Souvent, une typologie des rêves est utilisée pour les distinguer suivant leur forme et contenu[réf. souhaitée] :
- le rêve d'actualité semble se calquer sur la réalité (par exemple le futur marié qui rêve de son mariage),
- le rêve concomitant coïncide à l'environnement au moment du rêve (un bruit rêvé qui coïncide à un bruit extérieur),
- les rêves récurrents sont des rêves plus ou moins similaires qui apparaissent plus ou moins fréquemment.

### Cauchemar
Pour des articles plus généraux, voir Troubles du sommeil et Parasomnie.
Le cauchemar est un rêve à forte charge anxieuse qui survient durant la seconde partie de la nuit, habituellement associé au sommeil paradoxal, et dont on garde le souvenir ; et qui se différencie des terreurs nocturnes qui surviennent durant le premier tiers de la nuit, liées à une mauvaise stabilité du sommeil lent profond, avec amnésie quasi constante,.

### Rêve créatif
Il s'agit d'un rêve duquel le sujet tire une nouveauté : idée d'une œuvre artistique, invention d'un nouveau concept ou réponse à un questionnement. L'induction des rêves créatifs rappelle le procédé d'incubation de l'Antiquité, mais dans le but d'une création artistique ou de la résolution d'un problème plutôt que dans celui de la guérison. De nombreux créateurs ont trouvé l'inspiration en rêve par hasard. Mais il est possible de la provoquer volontairement.
L'induction des rêves créatifs se fait selon un processus similaire au processus créatif en général, tel que décrit par Don Fabun. Ce processus s'élabore grâce à une motivation suffisante, une préparation adéquate et une manipulation intensive. Une forte implication affective est nécessaire. Les étapes d'incubation, de pressentiment de la solution et d'illumination peuvent alors survenir dans le rêve, ou juste après l'éveil. L'étape de vérification permet d'évaluer si la solution est correcte.
De nombreux écrivains ou scientifiques se sont inspirés de rêves créatifs : Howard Phillips Lovecraft s'inspira très souvent de ses rêves afin de rédiger ses nouvelles (l'exemple le plus frappant est la nouvelle intitulée La Tombe, qui est une retranscription quasi exacte d'un rêve), l'œuvre Kubla Khan de Samuel Taylor Coleridge a été entièrement élaborée en rêve, William Blake a mis en œuvre un procédé de gravure sur cuivre que lui indiqua en rêve son frère cadet décédé, la Sonate des trilles du Diable composée par Giuseppe Tartini fut, d'après lui, une reproduction moins réussie que celle entendue en rêve, et enfin Friedrich Kekulé von Stradonitz rêva la structure cyclique du benzène et révolutionna la chimie moderne.

### Rêve lucide
Dans le rêve lucide, il y a comme une irruption de la conscience éveillée dans le déroulement du processus onirique habituel. Le rêveur sait que le monde qui l'entoure n'est qu'une construction de son esprit et peut ainsi analyser et réagir de façon plus ou moins rationnelle selon son degré de « lucidité ». Cette prise de conscience, involontaire ou obtenue par certaines techniques, peut permettre au rêveur de contrôler le contenu et le déroulement du rêve.

### Rêve prémonitoire
Rêves jugés prophétiques, qui n'ont pas forcément de lien avec la vie privée du rêveur et annoncent un événement futur censé se réaliser.

## Éthologie
Les mammifères placentaires, les marsupiaux et les oiseaux connaissent le mouvement oculaire rapide et le sommeil paradoxal, et suivent les mêmes phases du sommeil que l'humain.

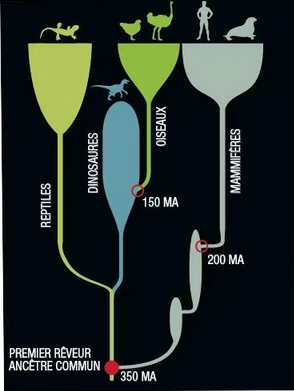
Arbre phylogénétique simplifié selon le rêveur

Le sommeil paradoxal et par conséquent les premiers rêves chez les animaux seraient donc apparus chez un des premiers mammifères, il y a environ 200 millions d’années. Puis serait réapparu de manière indépendante chez les premiers oiseaux. En 2017, l’institut Max-Planck à Francfort (Allemagne) a réussi à montrer que les rêves primaires pouvaient certainement être plus anciens qu'on ne le pense. En effet, le neurologue Gilles Laurent et son équipe ont pu observer des périodes de sommeil paradoxal chez le Dragon australien ou Pogona vitticeps, un reptile. Durant une expérience, l’électroencéphalogramme de l’animal témoignait d’une activité cérébrale proche de celle de l’éveil qui a duré environ 40 secondes, en plein sommeil. Gilles Laurent l’a confirmé en prenant le reptile dans ses bras. Ce dernier ne s’est pas réveillé et ses membres étaient complètement détendus.
Ainsi, grâce à la preuve que les reptiles subissent aussi une période de sommeil paradoxal durant leur sommeil, les premiers « rêveurs » ne seraient donc pas les mammifères ou les oiseaux, mais les reptiles car apparus bien avant (vers 350 millions d’années). « Notre découverte augmente la probabilité que le sommeil paradoxal ne soit apparu qu'une seule fois, chez l'ancêtre commun des mammifères et des reptiles », conclut Laurent Gilles. Cela peut même évoquer l’idée que l’ensemble des dinosaures (aviens et non-aviens) aient pu rêver de leur vivant.
Si on sait que les rêves chez les mammifères et les oiseaux sont similaires aux nôtres sur le plan du mécanisme cérébral, cela reste cependant difficile de savoir à quoi ils ressemblent chez les reptiles et comment ces rêves se forment. Le cerveau reptilien se différenciant de celui des mammifères par l’absence de néocortex. Ce dernier qui est essentiel à la mémoire, la conscience ou encore les perceptions sensorielles, autant de capacités qui facilitent la formation de rêves complexes. De plus, la découverte du rêve chez les reptiles met en évidence un paradoxe : l’évolution nette et l’ancienneté du sommeil paradoxal souligne que cette phase du sommeil a un rôle important pour le fonctionnement cérébral des animaux. Cependant, elle est absente (ou en tout cas très discrète) chez certaines espèces aux capacités cognitives réputées.
Chez les cétacés par exemple, aucune trace de sommeil paradoxal n’a été retrouvé, pourtant réputés comme étant des animaux dotés d’une intelligence remarquable. Une équipe sud-africaine vient de montrer que l'éléphant d'Afrique, pourtant connu pour sa fabuleuse mémoire, pratique très peu le sommeil paradoxal. Ces inhibitions ou ces réductions du sommeil paradoxal seraient dues à plusieurs raisons :
- La prédation : certains animaux ne peuvent pas se permettre de relâcher l’ensemble de leurs muscles. Ces espèces ont généralement une réduction du temps de sommeil paradoxal
- Perte de fonctions motrices : chez les cétacés par exemple, la perte de tonus musculaire les ferait tout simplement couler. Ils risqueraient l’hypothermie ou bien succomberaient d’une anoxie (l’ensemble des cétacés a besoin de remonter à la surface pour pouvoir respirer).
- Fonction non essentielle : pour certaines espèces comme l’éléphant, les rêves ne constituent pas une fonction vitale. En effet, l’éléphant ne dort que 2 heures environ par jour et n’aurait pas besoin de compenser le fait qu’il n’ait pas de sommeil paradoxal (phase courte mais récupératrice du sommeil) par un autre mécanisme plus long durant son sommeil.

## Rêve et réalité
Les rapports du rêve et de la réalité sont un aspect des philosophies orientales qui mettent en doute la capacité de la raison analytique à rendre compte du monde tel qu'il est. L'exemple taoïste le plus célèbre est le philosophe chinois Zhuangzi ou Tchouang-Tseu (vers 370-300 av. J.C.) avec son fameux « rêve de Zhou » :

« Un jour, Zhuang Zhou rêvait qu'il était un papillon : il en était tout aise, d'être papillon ; quelle liberté ! quelle fantaisie ! Il en avait oublié qu'il était Zhou. Soudain il se réveille, et se retrouve tout ébaubi dans la peau de Zhou. Mais il ne sait plus si c'est Zhou qui a rêvé qu'il était papillon, ou s'il est un papillon qui rêve d'être Zhou. »

Le propos de Zhuangzi n'est pas de prétendre que tout est rêve, mais qu'il n'y a pas de moyen de savoir si ce qu'on pense connaître est une connaissance ou une ignorance. « Il n'y a que les sots qui se croient éveillés, ils en sont même parfaitement certains. Princes, bergers, tous unis dans cette même certitude ! Confucius et vous, ne faites que rêver ; et moi qui dis que vous rêvez, je suis aussi en rêve ».
Cette même idée se retrouve dans les Pensées de Blaise Pascal (1623-1662) :

« Ne se peut-il faire que cette moitié de vie n'est elle-même qu'un songe, sur lesquels les autres sont entés [greffés], dont nous nous éveillons à la mort ? (...) Qui sait si cette autre moitié de la vie où nous pensons veiller n'est pas un autre sommeil un peu différent du premier ? »

En écho à la thématique de la veille et du rêve, le concept bouddhique d'éveil ou illumination (Bodhi ou wu en chinois ou satori en japonais)) désigne un état de « non-pensée », réalisant une unité indifférenciée de la veille et du rêve. L'esprit vide de toute pensée, de toute notion et de toute opposition peut alors se contempler lui-même, par révélation de sa vérité intérieure.
En philosophie occidentale, le rêve illustre le problème des rapports du cerveau et de la conscience, de l'être conscient et de son inconscient, du principe de plaisir et du principe de réalité,.

## Le rêve dans les arts
Le rêve constitue un sujet pour tous les arts que ce soit la littérature, la musique, la peinture et sculpture ou le film, car sa dimension est ici celle de la « vie rêvée » au sens de projet chimérique ou de représentation d'un autre possible. Il comporte des dimensions d'attente, d'espoir, d'anticipation, d'entreprise ou de recherche (l'agir), mais aussi d'errance, d'illusion, de vanité et de déception (le pâtir).

### Littérature

Costume de Tom Cruise dans la transposition cinématographique Eyes Wide Shut de la Traumnovelle (1926) d'Arthur Schnitzler par Stanley Kubrick en 1999.

Dans les œuvres de fiction, on trouve fréquemment des rêves comme élément du récit. Toutefois, il est plus rare qu'il soit un thème central. On peut cependant citer La Nouvelle rêvée (Traumnovelle, 1926) d'Arthur Schnitzler, écrite en 1925, et plus récemment, Le Livre de mes rêves de Federico Fellini ou La Loi du rêveur de Daniel Pennac.
Le rêve semble plus présent encore dans les œuvres poétiques, soit comme source du poème pour les images qui y abondent (voir Surréalisme), soit comme objet d'un questionnement approfondi - lequel se distingue toutefois de l'interprétation psychanalytique - (voir par exemple Façons d'éveillé, façons d'endormi d'Henri Michaux), ou encore comme moteur principal d'un récit. Parmi les textes contemporains on peut citer Bascule, de Pierre Guéry, publié en 2006; un long poème procédant de ces trois approches et dans lequel toutes les limites entre cauchemar, rêve lucide et somnambulisme semblent abolies pour laisser place à un univers indéterminé, flottant, et dans lequel la parole devient progressivement nekuia, rituel d'évocation et de convocation des morts.

#### Écrits
Avec Hamlet, Shakespeare pose le problème du rêve comme trame de l'existence et de l'au-delà (to be or not to be) « Mourir —Dormir—Dormir ? Rêver peut-être ».
Des hommes de lettres comme René Descartes ont noté leurs rêves. Étonnamment, c'est lors d'une nuit mémorable où il a vécu plusieurs rêves marquants que Descartes se pose pour la première fois la question du cogito.
Le rêve est l'emblème du narcissisme et de l'enfermement sur soi, comme chez Verlaine « Je fais souvent ce rêve étrange et pénétrant / D'une femme inconnue, et que j'aime, et qui m'aime » (Poèmes saturniens).
- Bruce Chatwin, Le chant des pistes, récit qui fait connaître le Temps du rêve un thème central de la culture des Aborigènes d'Australie étudiée notamment par l'ethnologue Barbara Glowczewski.
- Carlos Castaneda L'art de rêver, 1993.
- Namkhai Norbu Rinpoché, Michael Katz, Le yoga du rêve, Ed. l'Originel, 1993.

#### Romantisme
Avec les préromantiques, la rêverie a valeur de liberté dans l'imaginaire, comme chez Jean-Jacques Rousseau (Les rêveries du promeneur solitaire).
À la fin du XVIIIe siècle, le rêve devient une composante de l'« âme romantique » avec sa part de nuit et d'ombre, où la vie s'objective par des affects qui pourraient bien être des « ombres de rêves ou des rêves d'ombres » comme chez le poète britannique Shelley.
L'œuvre de Jean Paul comporte beaucoup de récits oniriques. En outre il écrit trois textes sur le sujet. La magie naturelle de l'imagination (1795), Sur le rêve (1798) et Coup d'œil sur le monde des rêves (1813). Le poète anglais Samuel Taylor Coleridge écrit en 1816 son poème Les souffrances du sommeil. En France, on peut citer Gérard de Nerval : Aurélia ou le rêve et la vie (1855). Le public de l'époque avait un goût pour le rêve, l'occultisme et le fantastique. Les clés des songes se référaient aux clés plus anciennes. Le fragment Heinrich von Ofterdingen (Henri d'Ofterdingen) de Novalis commence avec le rêve de la fleur bleue qui devient le visage d'une jeune fille. À son réveil, Heinrich se met à la recherche de cette fleur. Par la suite la fleur bleue devient un symbole du romantisme allemand.
Le roman anglais Les Aventures d'Alice au pays des merveilles de Lewis Carroll de 1865.

#### Surréalisme
Comme le romantisme, le symbolisme et le surréalisme remettent en cause la raison comme limitation appauvrissante du monde. L'imagination s'appuie sur les songes, le rêve est investi dans la création esthétique. Le rêve littéraire, narratif ou poétique « transgresse les lois naturelles, mais respecte le spectre des tonalités affectives de la veille (…) et porte sur la nature du réel et de l'expérience vécue ».
L'origine du rêve surréaliste se trouve dans les années de formation d'André Breton. Étudiant en médecine, il est mobilisé au cours de la première guerre mondiale dans un service de psychiatrie militaire. Il eut à traiter un homme qui, sous les obus ennemis, s'exposait debout avec de grands gestes comme s'il réglait leur circulation. Fasciné qu'on puisse vivre dans un monde aussi fantastique, il s'intéresse alors aux travaux de Pierre Janet et de Sigmund Freud.
Après la guerre, Breton renonce à ses études médicales, pour se joindre aux Dadaïstes, avant de fonder son propre mouvement littéraire. Il voit dans le rêve et l'état hypnagogique une source de création poétique. Ceci le conduira à mettre en pratique l'automatisme verbal, la parole automatique ou l'écriture automatique comme moyens d'accéder à un « discours intérieur ». Ce discours est censé provenir d'un moi profond relié à des forces cosmiques créatrices d'où naissent toutes les formes d'art, nouvelles et inconnues.

### En peinture
Quelques exemples à travers les siècles :

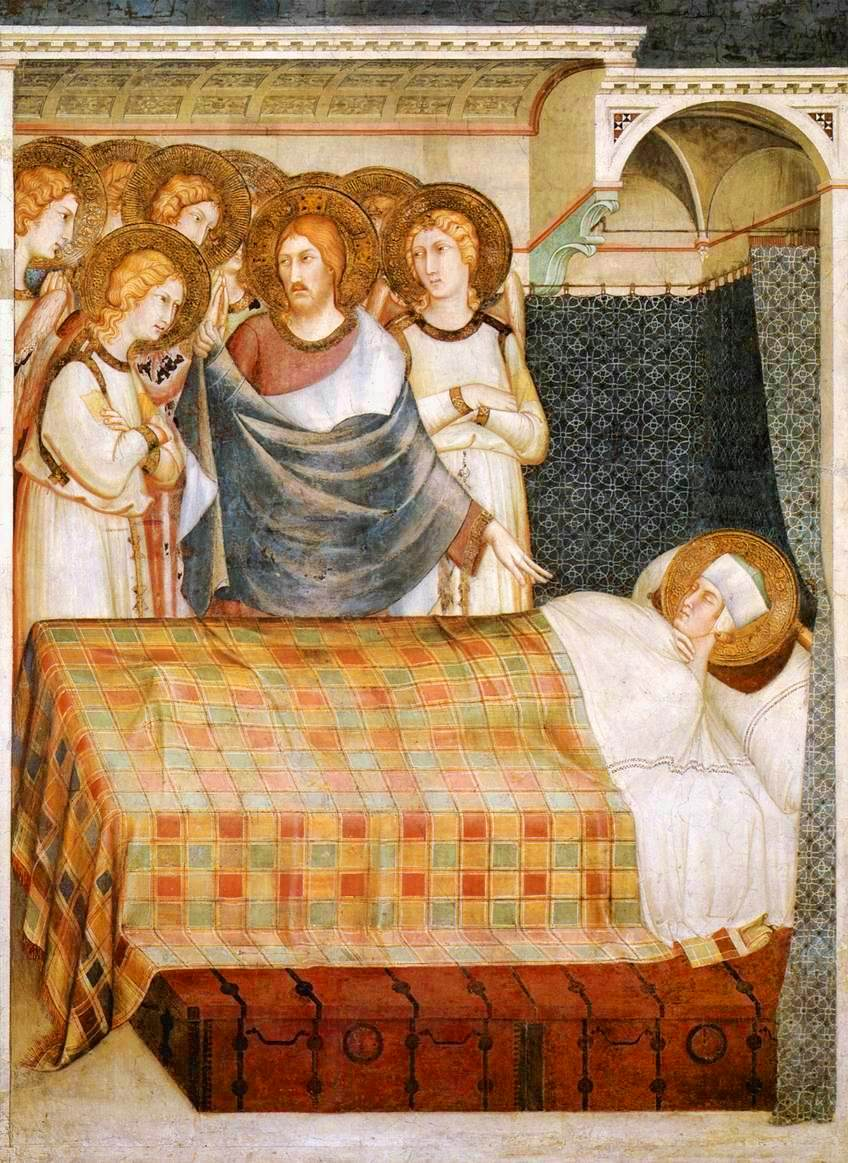
Simone Martini, Le rêve de saint Martin (1322-1326).
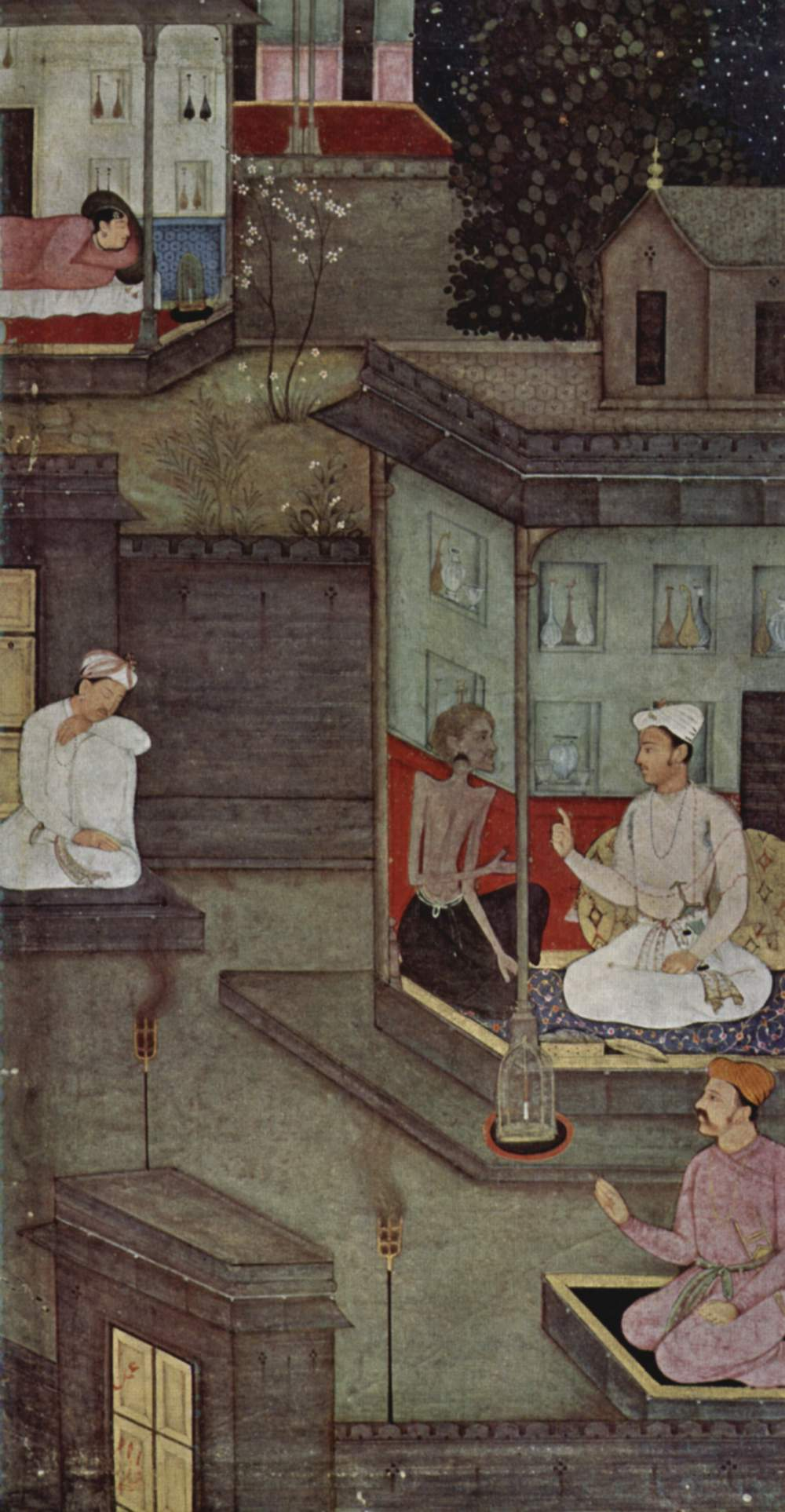
Un démon féminin s'entretient avec un roi, illustration d'un manuscrit de 1602.
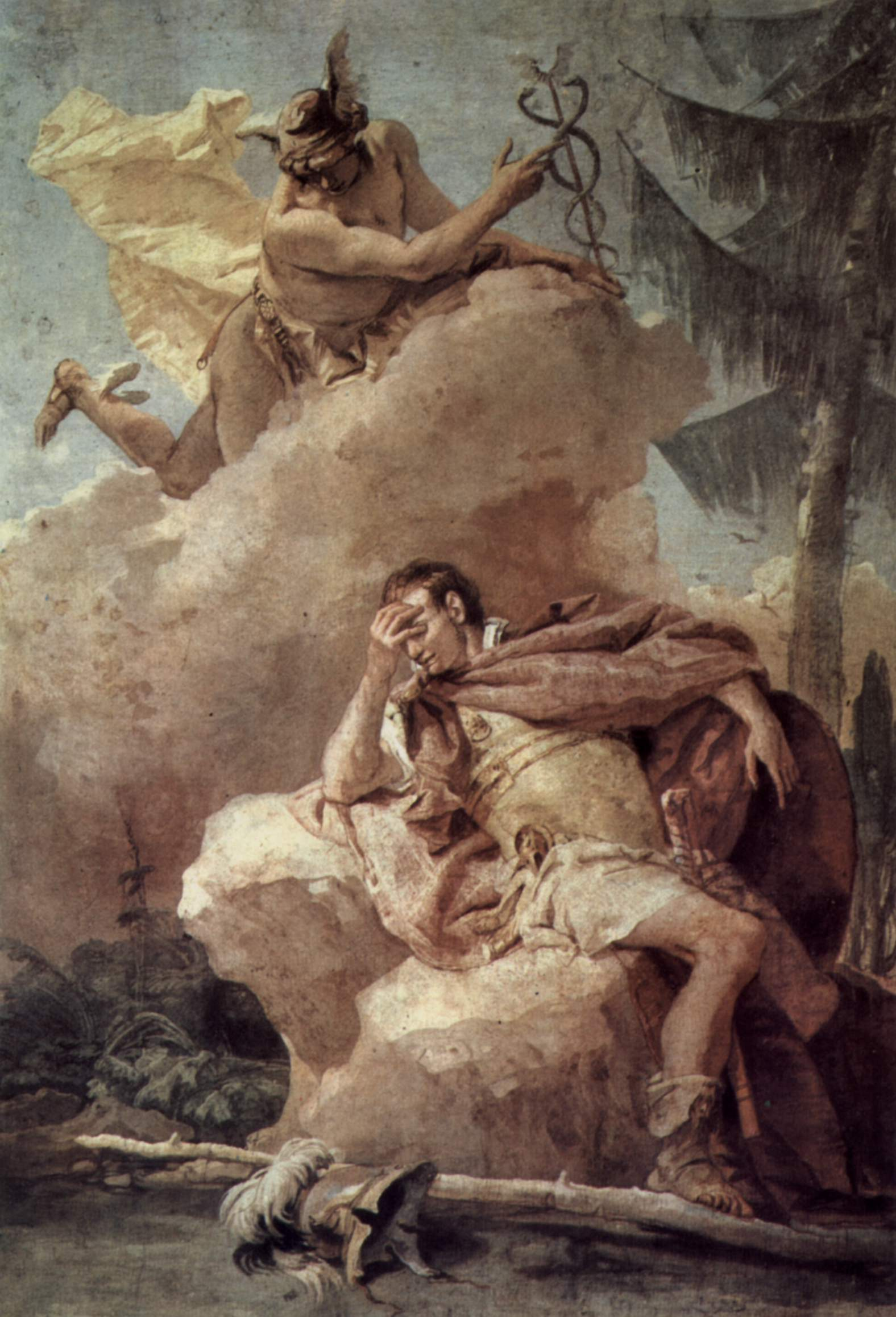
Giovanni Battista Tiepolo, 1757.
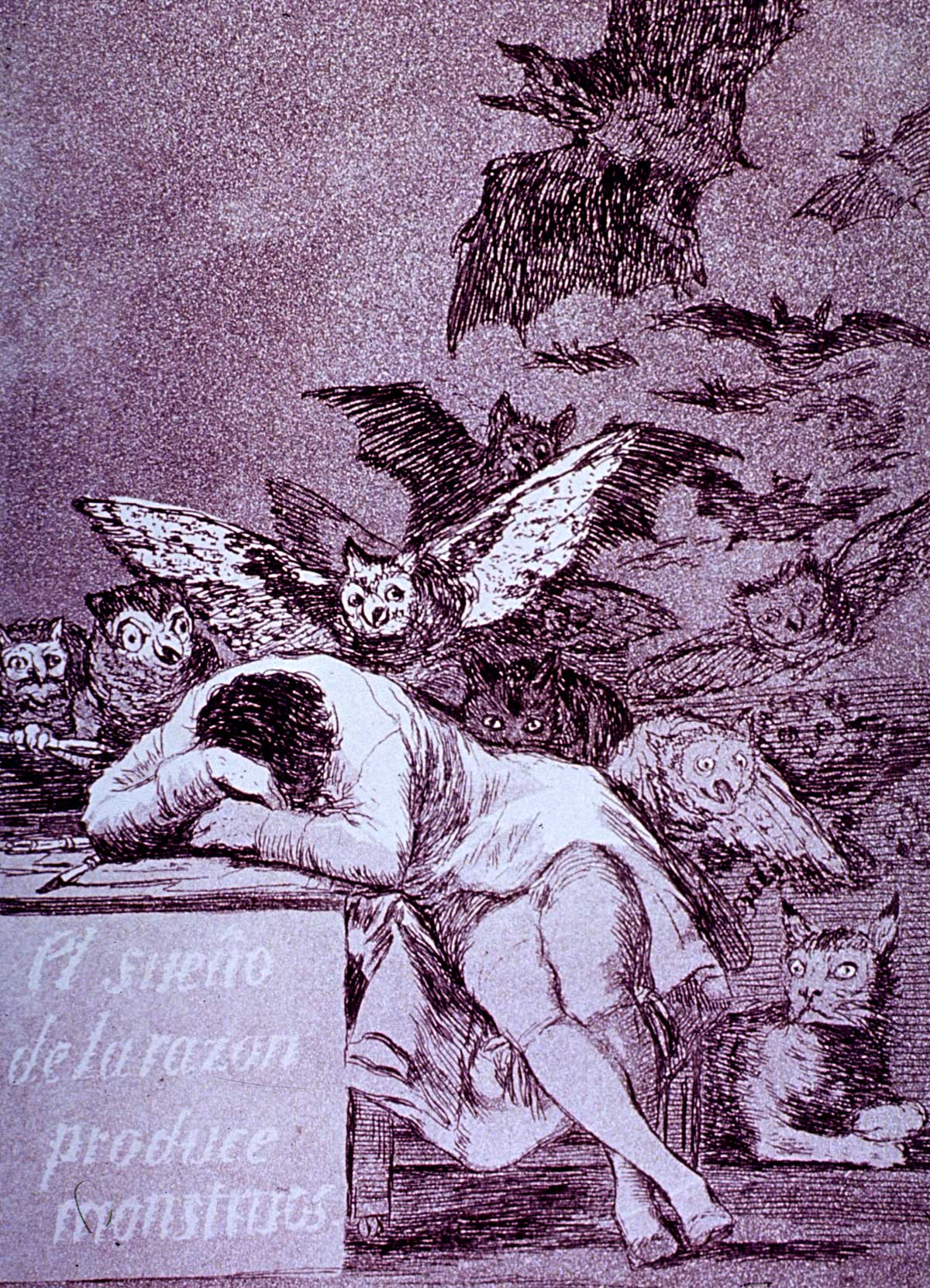
Francisco de Goya.
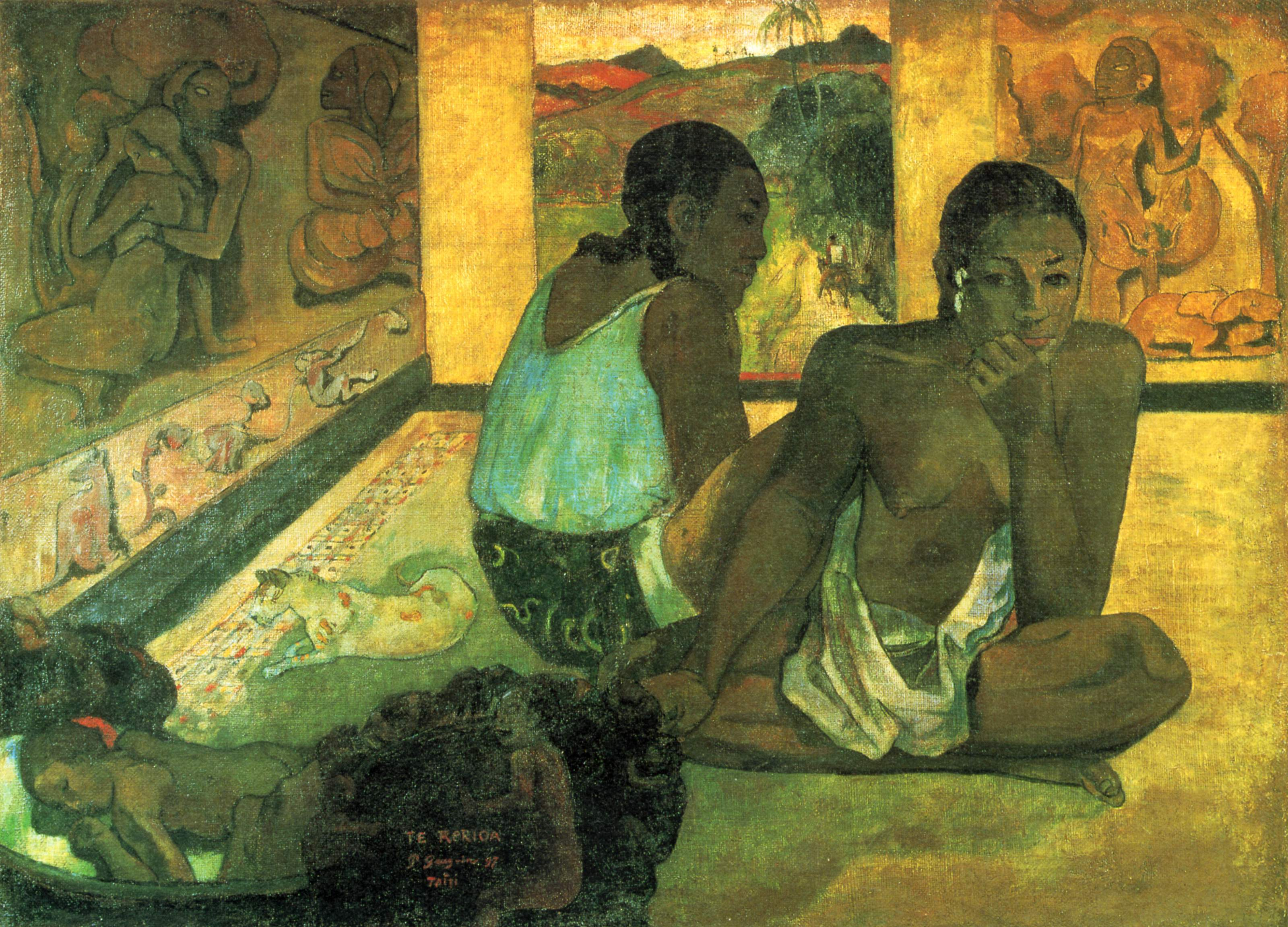
Paul Gauguin, Le Rêve (1897).

- Salvador Dalí, Le Rêve, 1931.
- Salvador Dalí Rêve causé par le vol d'une abeille autour d'une pomme grenade, une seconde avant l'éveil, 1944.
- Pablo Picasso, Le Rêve, 1932.

### Musicographie
- Franz Liszt, Rêves d'amour, nocturnes pour piano (S541) 1850
- Jacques Offenbach, Les Contes d'Hoffmann, un opéra fantastique, 1851
- Le Ballet Casse-noisette de Piotr Ilitch Tchaïkovski (1891-1892) Comme les Contes d'Hoffmann c'est une adaptation d'un conte d'E.T.A. Hoffmann.
- Songe d'une nuit d'été de Felix Mendelssohn, ouverture, op. 21 (1826), et musique de scène, op. 61 (1843)
- Gabriel Fauré, Après un rêve, op. 7 (1871), Romance pour voix et piano
- Gabriel Fauré, Rêve d'amour, op. 5 (1871-1879), Romance pour voix et piano
- Richard Wagner, Träume issu des cinq chants pour voix de femme, Studie zu Tristan und Isolde (Rêves), 1857
- Hector Berlioz, la Symphonie fantastique, 1830.

#### Musique rock
- Sting, l'album The Dream of the Blue Turtles, 1985
- Muse, la chanson Micro Cuts
- Aerosmith, la chanson Dream On
- Epica, la chanson Death of a Dream
- Depeche Mode, la chanson Dream On
- Metallica, la chanson Enter Sandman, 1991

### Filmographie
- Le charme discret de la bourgeoisie, de Luis Buñuel
- Un chien andalou, de Luis Buñuel
- Matrix, des frères Wachovski
- La Science des Rêves, de Michel Gondry
- Mille et un rêves, documentaire de Patrick Le Gall
- eXistenZ, de David Cronenberg
- Eraserhead, de David Lynch
- Mulholland Drive (film), de David Lynch
- Inception, de Christopher Nolan
- Ça tourne à Manhattan, de Tom DiCillo
- Paprika, de Satoshi Kon
- Les Griffes de la Nuit, de Wes Craven (1984)
- Rêves (film, 1990), de Akira Kurosawa
- Eyes Wide Shut (1999) de Stanley Kubrick, d'après la Traumnovelle (1926) d'Arthur Schnitzler
- Waking Life (film, 2001), de Richard Linklater

### Anthropologie
- Artémidore de Daldis, La Clef des Songes - Onirocricon, traduction par A. J. Festugière, Librairie Philosophique J. Vrin, coll. « Bibliothèque des textes philosophiques », 1975, 299 p.
- Roger Caillois et Gustave E. von Grunebaum, Le Rêve et les sociétés humaines, Gallimard, 1967.
- Pierre Erny, Les chrétiens et le rêve dans l'Antiquité, L'Harmattan, coll. « Culture et Cosmologie », 2005, 287 p.  (ISBN 2-7475-9761-X)
- Georges Devereux, Psychothérapie d'un indien des plaines: réalités et rêve, [1951], rééd. Fayard, 1998  (ISBN 2-213-60024-4)
- Alice Mouton, Rêves hittites: contribution à une histoire et une anthropologie du rêve en Anatolie ancienne, éd. Brill, 2007, 346 p.  (ISBN 9789004160248)
- Olivier Moyano, Rêve et Chamanisme, Éditions Accarias L'Originel, Paris, 1998  (ISBN 2-86316-068-0).
- Michel Perrin, Les Praticiens du rêve : Un exemple de chamanisme, Presses Universitaires de France, 2001  (ISBN 2130519474)
- Alain Rey, Dictionnaire culturel en langue française, t. IV, Le Robert, 2005 (ISBN 978-2-84902-179-8), p. 285-296
- Anne-Gaël Bilhaut, Des nuits et des rêves, Construire le monde zapara en Haute Amazonie, Éditions de la Société d'ethnologie, coll. « Anthropologie de la nuit », 2011  (ISBN 9782901161950)
- « Rêve », dans Jean-Loïc Le Quellec & Bernard Sergent, Dictionnaire critique de la mythologie, CNRS, 2017 (ISBN 978-2-27111-512-6), p. 1129-1134

### Psychanalyse et psychologie analytique
- Sigmund Freud, Die Traumdeutung (1900),
  - L'interprétation des rêves, Tr. en français 1re éd. I. Meyerson (1926), Paris PUF, Nouvelle éd. révisée: 4e trimestre 1967, 6e tirage : 1987, février  (ISBN 2-13040-004-3).
    - L'interprétation du rêve, traduit par Janine Altounian, Pierre Cotet, René Laîné, Alain Rauzy et François Robert, OCF.P, Tome IV, P.U.F., 2003  (ISBN 2-13052-950-X) ; dans Quadrige / P.U.F., 2010  (ISBN 978-2-13053-628-4)
    - Le rêve de l'injection faite à Irma (extrait de: L'interprétation des rêves, chapitre II), Payot, coll. « Petite Bibliothèque Payot », 2011  (ISBN 978-2-22890-657-9).
- Sigmund Freud, Sur le rêve (Über den Traum, 1901), Gallimard-Poche, 1990  (ISBN 2-07032-554-7).
- Carl Gustav Jung, Sur l'interprétation des rêves, LGF - Livre de Poche, 2000  (ISBN 2-25390-463-5).
- Charles Baudouin, Introduction à l’analyse des rêves, Genève, Mont-Blanc, 1942, ed. l'Arche, 1950.

### Neurosciences
- Isabelle Arnulf, Une fenêtre sur les rêves. Neuropathologie et pathologies du sommeil, Odile Jacob, 2014  (ISBN 978-2738130464)
- Michel Jouvet, Le sommeil et le rêve, Paris, Odile Jacob, 1992  (ISBN 2-73810-154-2).
- Michel Jouvet, Pourquoi rêvons-nous ? Pourquoi dormons-nous ? Où, quand, comment ?, Odile Jacob, 2000  (ISBN 2-73810-845-8).
- Michel Jouvet, De la science et des rêves. Mémoires d'un onirologue, Odile Jacob, 2013  (ISBN 978-2-73812-791-4).
- Michel Jouvet, Le sommeil, la conscience et l'éveil, Odile Jacob, 2016  (ISBN 978-2-7381-3110-2).
- Olga Quadens, L'architecture du rêve: du cerveau à la culture, éd. Peeters, 1990, 161 p., avec la collaboration de Pat West.
- Pierre Etevenon, Du rêve à l'éveil. Bases physiologiques du sommeil, Collection Sciences d'aujourd’hui, Albin-Michel, 1987  (ISBN 978-2-22602-871-6), FeniXX réédition numérique (Albin-Michel), 2015, papier  (ISBN 978-2-226-02871-6), EBook pdf  (ISBN 978-2-40233-722-9), EBook EPUB  (ISBN 978-2-40200-389-6).
- Pierre Etevenon, L'Homme éveillé. Paradoxes du sommeil et du rêve, Collection Le corps à vivre, Tchou, 1990  (ISBN 2-7107-0418-8).
- Pierre Etevenon, Des rêves pour changer votre vie. L'ascenseur des rêves, Tome 1, ERICK BONNIER éditions, 2013,  (ISBN 978-2-36760-011-6), consultation en ligne :.
- Pierre Etevenon, Des rêves pour changer votre vie. La pratique par des exemples de rêves, Tome 2, ERICK BONNIER éditions, 2013,  (ISBN 978-2-36760-016-1), consultation en ligne :
- Claude Debru, Neurophilosophie du rêve, éd. Hermann, 1990, 398 p. (ISBN 2-70566-143-4) édité erroné (BNF 35106205).
- J. Allan Hobson, Le cerveau rêvant, traduit de l'anglais par Rose Saint-James, éd. Gallimard NRF, 1992, 402 p.  (ISBN 2-07072-590-1).
- Peretz Lavie, Le Monde du sommeil, Odile Jacob, 1998 (ISBN 2-73810-552-1).
- Pierre Cheymol, Les Empires du rêve, José Corti, 1994  (ISBN 2-71430-512-1).
- Françoise Parot, L'Homme qui rêve, PUF, 1995  (ISBN 2-13046-815-2).
- (en) Maquet P, Smith C, Stickgold R, Sleep and brain plasticity, Oxford University Press, 2003  (ISBN 978-0-19857-400-2)

### Ethnopsychiatrie et anthropologie psychanalytique
- Georges Devereux, Essais d'ethnopsychiatrie générale, éd. Gallimard, 1971.
- Géza Róheim, Les portes du rêve, éd. Payot, 2000  (ISBN 978-2-22889-290-2).
- Roger Dadoun et Claude Mettra, Au-delà des portes du rêve - Entretiens sur l'anthropologie onirique de Géza Róheim, éd. Payot, 1977.
- François Laplantine, Ethnopsychiatrie, P.U.F., coll. « Que sais-je ? », 1988.
- Tobie Nathan, La nouvelle interprétation des rêves, éd. Odile Jacob, 2011  (ISBN 9782738129598)
- Tobie Nathan, La folie des autres. Traité d'ethnopsychiatrie clinique, éd. Dunod, coll. « Psychismes », 1986.
- Barbara Tedlock, "Rêves et visions chez les amérindiens", Anthropologie et Société, vol. 18, 2, 1994, pp. 13–27.
- Gemma Orobitg Canal, Les Pumés et leurs rêves. Étude d'un groupe indien des plaines du Vénézuela, éd. des Archives Contemporaines, 1998, 331 p., coll. « Ordres sociaux ».
- Sylvie Poirier, ss dir., « Rêver la culture », Anthropologie et Société, 1994, vol. 18, 2, 205 p.
- Benjamin Kilborne, Interprétation du rêve au Maroc, éd. La pensée sauvage, 1978.
- Nadia Mohia-Navet, Les thérapies traditionnelles dans la société Kabyle. Pour une anthropologie psychanalytique, préface du Professeur Sam-Ali, éd. L'Harmattan, coll. « Santé, sociétés et culture », 1993, 268 p.  (ISBN 2-73841-634-9).

### Arts
- Jean-Daniel Gollut, Conter les rêves. La narration de l'expérience onirique dans les œuvres de la modernité, éd. José Corti, 1993  (ISBN 2-71430-497-4).
- Michel Perrin, Voir les yeux fermés ; arts, chamanismes et thérapies, éd. Seuil, 2007  (ISBN 978-2-02020-777-5).
- Michel Perrin, Visions Huichols, un art amérindien du Mexique, Somogy, 2014  (ISBN 978-2-75720-816-8).
- Les Dessins hypnotiques de Robert Desnos, Édition établie et présentée par Carole Aurouet, Nouvelles Éditions Jean-Michel Place, coll. « Dessins d’Écrivain », 2015, 80 p.
- Jean-Claude Lebensztejn, La Maison du Sommeil, Paris, Éditions de l'INHA, coll. « Dits », 2018, 48 p.  (ISBN 978-2-917902-45-5).

### Divers
- Henri Bergson, Le Rêve (1901), Payot, coll. Petite Bibliothèque Payot, 2012  (ISBN 978-2-22890-776-7).
- Albert Béguin, L'Âme Romantique et le Rêve. Essai sur le romantisme allemand et la poésie française, Biblio essais, 1939.
- Frédéric Canovas, L'Écriture rêvée. Paris, L'Harmattan, 2000.
- Tony James, Le Songe et la Raison. Essai sur Descartes, Éditions Hermann, 2010.
- Jacqueline Carroy, Nuits Savantes, Une histoire des rêves (1800-1945), éditions EHESS, Paris, 2012.